# Teorema di Clairaut

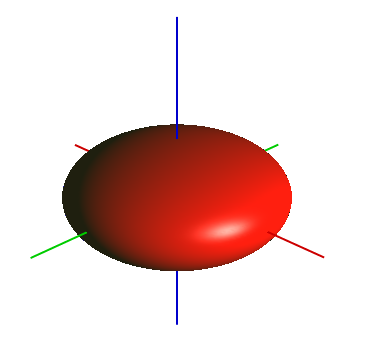
Un ellissoide di rotazione

Rappresentazione Wireframe di un ellissoide di rotazione (sferoide oblato)

Il teorema di Clairaut pubblicato nel Théorie de la figure de la terre, tirée des principes de l'hydrostatique, del 1743 in cui si evidenzia che la Terra è un ellissoide di rotazione, è un teorema generale applicato agli sferoidi di rivoluzione e afferma che in ogni punto di una geodetica, tracciata su una superficie di rotazione, è costante il prodotto del raggio del parallelo per il seno dell'azimut della geodetica. La costante è tipica di ogni geodetica e viene chiamata "costante di Clairaut". Fu inizialmente utilizzato per mettere in relazione l'accelerazione di gravità in ogni punto della superficie terrestre alla sua posizione, permettendo per la prima volta di calcolare l'ellitticità della Terra con misure della gravità a differenti latitudini.

## Formula
La formula di Clairaut per l'accelerazione di gravità g sulla superficie di uno sferoide alla latitudine φ, era:
{\displaystyle g=g_{e}\left[1+\left({\frac {5}{2}}r-f\right)\sin ^{2}\phi \right]\ ,}
dove g_e è il suo valore all'equatore, r il rapporto fra l'accelerazione centrifuga e quella di gravità all'equatore, e f l'ellitticità di una sezione della Terra lungo un meridiano, definita come:
{\displaystyle f={\frac {a-b}{a}}\ ,}
(dove a = semiasse maggiore, b=semiasse minore ).
Clairaut derivò la formula nell'ipotesi che il corpo fosse composto di strati sferoidali concentrici e coassiali di densità costante. 
Questo lavoro fu successivamente seguito da Laplace, che superò l'assunzione iniziale che superfici a densità costante fossero sferoidi.
Stokes dimostrò nel 1849 il teorema più in generale applicandolo a una qualsiasi legge di densità che permetta alla superficie esterna di essere uno sferoide in equilibrio meccanico. Una storia della materie, insieme con equazioni più dettagliate per g possono essere trovate in Khan.
L'espressione per g di cui sopra è stata attualmente soppiantata dall'equazione di Somigliana:
{\displaystyle g=g_{e}\left[{\frac {1+k\sin ^{2}\phi }{\sqrt {1-e^{2}\sin ^{2}\phi }}}\right]\ ,}
dove, per la Terra, g_e = 9.7803267714 ms−2; k =0.00193185138639 ; e2 =0.00669437999013.

## La relazione di Clairaut
Un enunciato formale del teorema in geometria differenziale è anche noto come relazione di Clairaut:
(Andrew Pressley: Elementary Differential Geometry, p. 183)
{\displaystyle r(t)\sin \theta (t)={\text{costante}}.\,}
Pressley (p. 185) spiega il teorema come un'espressione della conservazione del momento angolare attorno all'asse di rotazione quando una particella scorre lungo una geodetica sotto l'influsso della sola reazione vincolare bilaterale che lo lega alla superficie.

## Geodesia
La forma sferoidale della Terra è il risultato dell'interazione tra gravità e forza centrifuga causata dalla rotazione terrestre. Nei suoi Principia, Newton propose che la forma di equilibrio di una Terra omogenea e rotante fosse un ellissoide di rotazione con ellitticità f = 1/230. Come risultato la gravità incrementa dall'equatore ai poli. Applicando il teorema di Clairaut, Laplace riuscì a dedurre da 15 misurazioni dell'accelerazione di gravità che invece f = 1/330. Una stima attuale è fra loro intermedia: f = 1/298.25642.
Per un resoconto dettagliato della costruzione dell'ellissoide di riferimento della geodesia, si consulti infine il Chatfield..